# Cinq Nouvelles du cerveau
Pour plus de détails, voir Fiche technique et Distribution.
Cinq Nouvelles du cerveau est un film documentaire suisse et français réalisé par Jean-Stéphane Bron, sorti en 2021.

## Synopsis
Le film aborde la recherche actuelle dans le domaine des neurosciences et de l'intelligence artificielle, ses applications et les questions existentielles qu'elle suscite concernant la conscience et l'intelligence humaine, et l'avenir de l'espèce humaine. Il est divisé en cinq chapitres, centrés chacun sur une personnalité différente.
- Chapitre 1 : il est centré sur Alexandre Pouget, neuroscientifique travaillant sur les réseaux de neurones biologiques et artificiels, et sur son fils, étudiant en intelligence artificielle.
- Chapitre 2 : il présente Christof Koch, qui cherche à élucider le mystère de la conscience et de ses relations avec le cerveau.
- Chapitre 3 : Niels Birbaumer travaille dans le domaine de la neurotechnologie, avec des patients atteints de locked-in syndrom, et cherche à développer des interfaces homme-machine pour communiquer avec eux.
- Chapitre 4 : David Rudrauf cherche à développer une conscience artificielle chez des robots. Serge Tisseron s'intéresse aux relations entre les humains et les robots.
- Chapitre 5 : Aude Billard travaille sur l'apprentissage chez les robots.

## Fiche technique
- Titre : Cinq Nouvelles du cerveau
- Réalisation : Jean-Stéphane Bron
- Scénario : Jean-Stéphane Bron
- Photographie : Éponine Momenceau
- Musique : Christian Garcia
- Montage : Julie Lena
- Production: Marie-Lou Pahud, Lionel Baier, Philippe Martin
- Sociétés de production : Les Films Pélléas - Bande à Part Films
- Pays de production :  Suisse -  France
- Durée : 103 minutes
- Langues : français, anglais, allemand, italien
- Dates de sortie : 
  - Suisse romande : 1er septembre 2021
  - France : 16 mars 2022

## Personnalités présentes dans le film
- Christof Koch
- Alexandre Pouget (neuroscientifique) (en)
- Aude Billard
- Serge Tisseron
- Niels Birbaumer (de)
- David Rudrauf

## Production

### Genèse du film
Selon Jean-Stéphane Bron, il souhaitait à l'origine faire un documentaire "de science-fiction". Son intérêt pour l'intelligence artificielle trouve son origine dans sa fascination pour la science. Il estime d'ailleurs que la démarche scientifique a des points communs avec celle du documentariste. Il n'a pas eu de problèmes pour trouver des scientifiques et les convaincre d'apparaître dans le film,.

## Accueil critique
Sur le site Allociné, le film obtient une note moyenne de 3.7/5, sur la base de 15 critiques presse. 

## Distinction
- Nomination au prix du cinéma suisse 2021, catégorie documentaire[5]